# Кантуэлл, Тодд
Тодд Оуэн Кантуэлл (англ. Todd Owen Cantwell; род. 27 февраля 1998, Дерхэм, Восточная Англия) — английский футболист, полузащитник клуба «Блэкберн Роверс».

## Карьера

### Норвич Сити
Кантуэлл родился в Дерехеме, Норфолк, и учился в средней школе Нортгейт. В 2008 году он присоединился к академии «Норвич Сити» на уровне команды до 10 лет. В сезоне 2016/17 он был включен в шорт-лист премии «Игрок сезона» в Английской Премьер-лиге 2. В октябре 2017 года он попал в заявку на игру первой команды «Норвич Сити», но на поле не появился. В январе 2018 года он дебютировал за главную команду в матче Кубка Англии против «Челси» на «Стэмфорд Бридж». В том же месяце он был отдан в аренду голландскому клубу «Фортуна» до конца сезона.
Кантуэлл впервые вышел в стартовом составе «Норвич Сити» в матче первого раунда Кубка Футбольной лиги против «Стивенейджа» 14 августа 2018 года. Он дебютировал в лиге за «Норвич Сити» в сентябре 2018 года против «Рединга». В декабре 2018 года он забил свой первый гол за взрослую команду в победном матче против «Ротерем Юнайтед» (3:1). В конце сезона 2018–19 «Норвич» продлил с игроком контракт на 12 месяцев, воспользовавшись соответствующей опцией в его договоре. 17 августа 2019 года он отдал две голевые передачи на Теэму Пукки, в результате чего «Норвич» обыграл «Ньюкасл Юнайтед» со счетом 3:1.
31 января 2022 года Кантуэлл перешел в «Борнмут» на правах аренды до конца сезона. «Борнмут» решил не выкупать его по окончании срока аренды, и поэтому Тодд вернулся в «Норвич». Он подписал однолетний контракт с «канарейками» на сезон 2022/23.

### Рейнджерс
23 января 2023 года Кантуэлл присоединился к шотландскому клубу «Рейнджерс» за нераскрытую сумму. Он забил свой первый гол за новую команду 18 марта 2023 года в матче против «Мотеруэлла», обыграв соперника со счетом 4:2. 13 мая 2023 года Кантуэлл забил гол в принципиальном матче, одержав победу над «Селтиком» со счетом 3:0 на стадионе «Айброкс», после того как Джо Харт отразил удар Джона Ландстрема с дальней дистанции.
В своем втором сезоне в «Рейнджерс» Кантуэлл продолжал оставаться ключевым игроком полузащиты. 24 января 2024 года он забил второй гол в матче против «Хибернина», который принес «Рейнджерс» гостевую победу со счетом 3:0. 3 февраля 2024 года Кантуэлл забил третий гол в матче, одержав победу над «Ливингстоном» со счетом 3:0 на «Айброксе».

### Блэкберн Роверс
30 августа 2024 года «Блэкберн Роверс» объявил о заключении с Кантуэллом трехлетнего контракта за нераскрытую сумму. 30 ноября 2024 года он забил свой первый гол за клуб — с пенальти — в домашнем матче против «Лидс Юнайтед», который завершился победой со счётом 1:0.

## Карьера в сборной
Кантуэлл представлял сборную Англии среди юношей до 17 лет на турнире северных стран в 2014 году, дебютировав в матче против Исландии и сыграв вничью с Финляндией. В общей сложности он забил один гол в четырех матчах на уровне юношей до 17 лет.
30 августа 2019 года Кантуэлл впервые был включен в состав сборной Англии до 21 года и дебютировал на домашнем стадионе «Халл Сити» 9 сентября 2019 года, выйдя на замену на 61-й минуте вместо Моргана Гиббс-Уайта в матче отборочного турнира ЕВРО-2021 против Косово (2:0). В марте 2021 года он был включен в состав сборной Англии на матчи группового этапа чемпионата Европы среди юношей до 21 года. Он был вызван после того, как Мэйсон Гринвуд выбыл из-за травмы. Кантуэлл провел в общей сложности четыре матча за команду до 21 года.

## Статистика выступлений
| Клуб             | Сезон      | Лига            | Лига  | Лига | Национальный кубок | Национальный кубок | Кубок лиги | Кубок лиги | Прочие | Прочие | Итог  | Итог |  |
| Клуб             | Сезон      | Дивизион        | Матчи | Голы | Матчи              | Голы               | Матчи      | Голы       | Матчи  | Голы   | Матчи | Голы |  |
| ---------------- | ---------- | --------------- | ----- | ---- | ------------------ | ------------------ | ---------- | ---------- | ------ | ------ | ----- | ---- |  |
| Норвич Сити      | 2017/18    | Чемпионшип      | 0     | 0    | 1                  | 0                  | 0          | 0          | 0      | 0      | 1     | 0    |  |
| Норвич Сити      | 2018/19    | Чемпионшип      | 24    | 1    | 1                  | 0                  | 2          | 0          | 0      | 0      | 27    | 1    |  |
| Норвич Сити      | 2019/20    | Премьер-лига    | 37    | 6    | 3                  | 1                  | 0          | 0          | 0      | 0      | 40    | 7    |  |
| Норвич Сити      | 2020/21    | Чемпионшип      | 33    | 6    | 1                  | 0                  | 0          | 0          | 0      | 0      | 34    | 6    |  |
| Норвич Сити      | 2021/22    | Премьер-лига    | 8     | 0    | 0                  | 0                  | 0          | 0          | 0      | 0      | 8     | 0    |  |
| Норвич Сити      | 2022/23    | Чемпионшип      | 18    | 0    | 0                  | 0                  | 1          | 0          | 0      | 0      | 19    | 0    |  |
| Норвич Сити      | Итого      | Итого           | 120   | 13   | 6                  | 1                  | 3          | 0          | 0      | 0      | 129   | 14   |  |
| Фортуна (аренда) | 2017/18    | Первый дивизион | 10    | 2    | 0                  | 0                  | 0          | 0          | 0      | 0      | 10    | 2    |  |
| Борнмут (аренда) | 2021/22    | Чемпионшип      | 11    | 0    | 1                  | 0                  | 0          | 0          | 0      | 0      | 12    | 0    |  |
| Рейнджерс        | 2022/23    | Премьершип      | 16    | 6    | 3                  | 0                  | 1          | 0          | 0      | 0      | 20    | 6    |  |
| Рейнджерс        | 2023/24    | Премьершип      | 30    | 7    | 4                  | 0                  | 2          | 0          | 8      | 1      | 44    | 8    |  |
| Рейнджерс        | Итого      | Итого           | 46    | 13   | 7                  | 0                  | 3          | 0          | 8      | 1      | 64    | 14   |  |
| Блэкберн Роверс  | 2024/25    | Чемпионшип      | 37    | 3    | 2                  | 0                  | 0          | 0          | 0      | 0      | 39    | 3    |  |
| Общий итог       | Общий итог | Общий итог      | 224   | 31   | 16                 | 1                  | 6          | 0          | 8      | 1      | 254   | 33   |  |

1. ↑  Четыре матча в Лиге чемпионов УЕФА, четыре матча и один гол в Лиге Европы УЕФА.

## Достижения
Командные
 «Норвич Сити»
- Чемпионшип (1): 2018/19,[30] 2020/21
- Итого: 2 трофея

 «Рейнджерс»
- Обладатель Кубка Лиги: 2023/24[31]
- Итого: 1 трофей